# Buenavista, Chicomuselo
Buenavista är en ort i Mexiko.   Den ligger i kommunen Chicomuselo och delstaten Chiapas, i den sydöstra delen av landet, 800 km sydost om huvudstaden Mexico City. Buenavista ligger 569 meter över havet och antalet invånare är 118.
Terrängen runt Buenavista är platt åt nordost, men åt sydväst är den kuperad. Buenavista ligger nere i en dal. Runt Buenavista är det ganska glesbefolkat, med 34 invånare per kvadratkilometer. Närmaste större samhälle är Frontera Comalapa, 18,7 km sydost om Buenavista. Omgivningarna runt Buenavista är en mosaik av jordbruksmark och naturlig växtlighet.